# Polyplectropus
Polyplectropus är ett släkte av nattsländor. Polyplectropus ingår i familjen fångstnätnattsländor.

## Dottertaxa tillPolyplectropus, i alfabetisk ordning[1]
- Polyplectropus acuminatus
- Polyplectropus acutus
- Polyplectropus admin
- Polyplectropus africanus
- Polyplectropus ahas
- Polyplectropus aiolos
- Polyplectropus akrisios
- Polyplectropus alienus
- Polyplectropus alkyone
- Polyplectropus alleni
- Polyplectropus alpheios
- Polyplectropus altera
- Polyplectropus amarawathi
- Polyplectropus amphion
- Polyplectropus anakempat
- Polyplectropus anakgugur
- Polyplectropus anakjari
- Polyplectropus anakpungut
- Polyplectropus analis
- Polyplectropus annulicornis
- Polyplectropus antinoos
- Polyplectropus arni
- Polyplectropus assimulans
- Polyplectropus aurifusca
- Polyplectropus banksianus
- Polyplectropus baring
- Polyplectropus basimaculatus
- Polyplectropus bay
- Polyplectropus beutelspacheri
- Polyplectropus boas
- Polyplectropus brachyscolus
- Polyplectropus bradleyi
- Polyplectropus bravoae
- Polyplectropus bredini
- Polyplectropus buchwaldi
- Polyplectropus cardinis
- Polyplectropus carolae
- Polyplectropus chapmani
- Polyplectropus charlesi
- Polyplectropus chin
- Polyplectropus costalis
- Polyplectropus crocallis
- Polyplectropus curvatus
- Polyplectropus cuspidatus
- Polyplectropus dairi
- Polyplectropus deimos
- Polyplectropus deltoides
- Polyplectropus denticulus
- Polyplectropus dhinkari
- Polyplectropus diastictis
- Polyplectropus didactylus
- Polyplectropus directus
- Polyplectropus dubitatus
- Polyplectropus elmadam
- Polyplectropus elongatus
- Polyplectropus epitychmus
- Polyplectropus eubolus
- Polyplectropus evocatus
- Polyplectropus exallus
- Polyplectropus fijianus
- Polyplectropus flavicornis
- Polyplectropus fuscatus
- Polyplectropus gedehensis
- Polyplectropus grandis
- Polyplectropus greenwoodi
- Polyplectropus hamatiformis
- Polyplectropus hamatus
- Polyplectropus hamulus
- Polyplectropus herrerai
- Polyplectropus impluvii
- Polyplectropus inaequalis
- Polyplectropus inarmatus
- Polyplectropus inusitatus
- Polyplectropus involutus
- Polyplectropus irroratus
- Polyplectropus jannai
- Polyplectropus javanicus
- Polyplectropus jonam
- Polyplectropus joram
- Polyplectropus jorim
- Polyplectropus josaphat
- Polyplectropus jotham
- Polyplectropus karsholti
- Polyplectropus kingsolveri
- Polyplectropus kristyantoi
- Polyplectropus lacusalbinae
- Polyplectropus laminatus
- Polyplectropus maiyarap
- Polyplectropus manasse
- Polyplectropus manni
- Polyplectropus matadapaya
- Polyplectropus mathisi
- Polyplectropus matthatha
- Polyplectropus melchi
- Polyplectropus melea
- Polyplectropus menna
- Polyplectropus mignonae
- Polyplectropus mindamelea
- Polyplectropus misolja
- Polyplectropus monticola
- Polyplectropus nahor
- Polyplectropus nam
- Polyplectropus nangajna
- Polyplectropus nanjingensis
- Polyplectropus narifer
- Polyplectropus nayaritensis
- Polyplectropus nocturnus
- Polyplectropus nubigenus
- Polyplectropus oaxaquensis
- Polyplectropus obed
- Polyplectropus orientalis
- Polyplectropus panamensis
- Polyplectropus parakrama
- Polyplectropus paysandu
- Polyplectropus perspersus
- Polyplectropus philippinensis
- Polyplectropus prapat
- Polyplectropus protensus
- Polyplectropus puerilis
- Polyplectropus pugiunculatus
- Polyplectropus puhia
- Polyplectropus ranauensis
- Polyplectropus recurvatus
- Polyplectropus rehabeam
- Polyplectropus robacki
- Polyplectropus san
- Polyplectropus santiago
- Polyplectropus simei
- Polyplectropus sitahoan
- Polyplectropus sourya
- Polyplectropus spiculifer
- Polyplectropus squalus
- Polyplectropus tachiaensis
- Polyplectropus taleban
- Polyplectropus tam
- Polyplectropus tharah
- Polyplectropus thilus
- Polyplectropus torrenticola
- Polyplectropus trilobatus
- Polyplectropus ulmeri
- Polyplectropus ulmeriana
- Polyplectropus umbonatus
- Polyplectropus unicolor
- Polyplectropus waitakerensis
- Polyplectropus zaragozai